# Opération Ke
Campagnes du Pacifique, durant la Seconde Guerre mondiale
Batailles
Batailles et opérations de la guerre du Pacifique

Japon :
- Raid de Doolittle
- Bombardements stratégiques sur le Japon (Tokyo
- Yokosuka
- Kure
- Hiroshima et Nagasaki)
- Raids aériens japonais des îles Mariannes
- Campagne des archipels Ogasawara et Ryūkyū
- Opération Famine
- Bombardements navals alliés sur le Japon
- Baie de Sagami
- Invasion de Sakhaline
- Invasion des îles Kouriles
- Opération Downfall
- Reddition du Japon

Pacifique central :
- Pearl Harbor
- Guam (1941)
- Wake
- Raid sur les îles Gilbert et Marshall
- Opération K
- Midway
- Opération RY
- Campagne des îles Gilbert et Marshall
- Campagne des îles Mariannes et Palaos
- Campagne des archipels Ogasawara et Ryūkyū
- Opération Inmate

Pacifique du sud-ouest :
- Nauru
- Invasion des Philippines (1941-42)
- Invasion des Indes orientales néerlandaises
- Opérations de l'Axe dans les eaux australiennes
- Raids aériens japonais sur l'Australie (1942-43)
- Opération Ke
- Campagne des îles Salomon
- Campagne de Nouvelle-Guinée
- Campagne des Philippines
- Campagne de Bornéo (1945)

Asie du sud-est :
- Invasion de l'Indochine (1940)
- Océan Indien (1940-45)
- Guerre franco-thaïlandaise
- Invasion de la Thaïlande
- Campagne de Malaisie
- Hong Kong
- Singapour
- Campagne de Birmanie
- Opération Kita
- Indochine (1945)
- Détroit de Malacca
- Opération Jurist
- Opération Tiderace
- Opération Zipper
- Bombardements stratégiques (1944-45)

Guerre sino-japonaise
Front d'Europe de l’Ouest
Front d'Europe de l’Est
Bataille de l'Atlantique
Campagnes d'Afrique, du Moyen-Orient et de Méditerranée
Théâtre américain
L’opération Ke (japonais : ケ号作戦) est le retrait des forces japonaises de Guadalcanal lors de la Seconde Guerre mondiale, à la fin de la bataille de Guadalcanal. L'opération commandée par Isoroku Yamamoto et Hitoshi Imamura s'est déroulée entre le 14 janvier et le 7 février 1943 et fut couronnée de succès

## Historique
Les Japonais décidèrent de se retirer et de concéder Guadalcanal aux forces alliées pour plusieurs raisons. Toutes les tentatives de l'armée japonaise pour reconquérir Henderson Field avaient été repoussés avec de lourdes pertes. Les soldats japonais sur l'île commençaient à mourir en grand nombre à cause de leur sous-alimentation et du manque de soins médicaux adéquats . Les forces navales japonaises dans la région  subirent également de lourdes pertes en tentant de renforcer et de réapprovisionner les forces terrestres de l'île . Ces pertes, ainsi que les ressources nécessaires pour d'autres tentatives pour reconquérir Guadalcanal, mettaient en péril la stratégie et la sécurité d'opérations dans d'autres régions de l'empire japonais. La décision de retrait fut approuvée par l'empereur Hirohito le 31 décembre 1942.

L'opération commença le 14 janvier avec le débarquement d'un bataillon d'infanterie à Guadalcanal pour agir comme arrière-garde  pour l'évacuation. Dans le même temps, les forces aériennes japonaises et la marine japonaise commencèrent une campagne de supériorité aérienne autour des îles Salomon et la Nouvelle-Guinée . Au cours de cette campagne aérienne, un croiseur américain  fut coulé dans la bataille de l'île de Rennell. Deux jours plus tard, les avions japonais coulèrent un destroyer américain près de Guadalcanal. Le retrait effectif fut réalisé durant les nuits du 1er , 4, et 7 février par des destroyers . En dehors de frappes aériennes et d'attaques de bateaux PT sur les destroyers d'évacuation, les forces alliées ne cherchèrent pas activement d'empêcher le retrait, car les commandants alliés pensaient que l'opération était en fait une opération de renfort, pas d'évacuation.
Au total, les Japonais évacuèrent 10 652 hommes de Guadalcanal, au prix d'un destroyer coulé et de trois endommagés. Le 9 février, les forces alliées réalisèrent que les Japonais avaient disparu et déclarèrent Guadalcanal sécurisé, ce qui mit fin à la campagne de six mois pour le contrôle de l'île.

## Ordre de bataille des forces navales japonaises
- Akigumo[1],[2]
- Arashio
- Asagumo
- Fumizuki
- Hamakaze
- Isokaze
- Kawakaze
- Kazagumo
- Kuroshio
- Maikaze
- Makigumo
- Maikaze
- Nagatsuki
- Ōshio
- Samidare
- Satsuki
- Shirayuki
- Tanikaze
- Tokitsukaze
- Urakaze
- Yugumo
- Yukikaze

## Ordre de bataille des forces navales américaines
Il s'agit de PT boat
- PT-37 (en)
- PT-48
- PT-59 (en)
- PT-111
- PT-115
- PT-123
- PT-124